# The Liberator (1831–1866)
The Liberator (englisch, Der Befreier) war eine US-amerikanische Wochenzeitschrift. Sie wurde zwischen vom 1. Januar 1831 bis zum 1. Januar 1866 von William Lloyd Garrison in Boston herausgegeben und war landesweit bekannt für ihre radikal abolitionistische Position, die eine „unmittelbare vollständige Emanzipation aller Sklaven“ forderte. Sie hatte eine vergleichsweise geringe Auflage von 3.000 Exemplaren und richtete sich bei einer Erhebung von 1834 an eine überwiegend afro-amerikanische Leserschaft.
Sie erfuhr eine scharfe Repression. Die Bürgerwehr von Columbia (South Carolina) setzte ein hohes Kopfgeld auf die Verbreiter der Zeitschrift aus und Garrison musste sich gegen haltlose Vorwürfe schwerer Verbrechen gerichtlich verteidigen.

„Ich registriere zahlreiche Einwände gegen die Härte meiner Sprache; doch gibt es nicht Gründe für diese Härte? Ich bin so rau wie die Wahrheit, und so kompromisslos wie die Gerechtigkeit. In dieser Hinsicht werde ich weder moderat denken, sprechen noch schreiben. Nein! Nein! Erklären Sie einem Mann, dessen Haus brennt, moderat Alarm zu schlagen; bitten Sie ihn, seine Frau ein Stück weit aus den Händen des Vergewaltigers zu retten; erklären Sie einer Mutter ihr ins Feuer gefallene Baby stufenweise herauszuholen; – aber drängen Sie mich nicht zu Mäßigung in einem Fall wie diesem. Es ist mir ernst – Ich gebrauche keine Ausflüchte – Ich entschuldige mich nicht – Ich weiche keinen Millimeter zurück; – ABER ICH WERDE GEHÖRT. Die Apathie der Menschen kann eine Statue von ihrem Untersatz springen lassen und die Auferstehung der Toten beschleunigen.“